# Zhu Yi
Zhu Yi (en chino: 朱毅; 14 de septiembre de 1977) es un deportista chino que compitió en natación. Ganó una medalla de plata en el Campeonato Mundial de Natación en Piscina Corta de 2000, en la prueba de 100 m braza.

## Palmarés internacional
| Campeonato Mundial en Piscina Corta | Campeonato Mundial en Piscina Corta | Campeonato Mundial en Piscina Corta | Campeonato Mundial en Piscina Corta |
| Año                                 | Lugar                               | Medalla                             | Prueba                              |
| ----------------------------------- | ----------------------------------- | ----------------------------------- | ----------------------------------- |
| 2000                                | Atenas (Grecia)                     | Medalla de plata                    | 100 m braza                         |